# 克里格施泰滕
克里格施泰滕（德语：Kriegstetten）是瑞士的城鎮，位於該國北部，由索洛圖恩州負責管轄，面積1.14平方公里，海拔高度453米，2012年人口1,270，四成人口信奉基督教，人口密度每平方公里1114人。

## 外部連結
- Official website （页面存档备份，存于） （德文）